# Cécile Rode-Ravanel
Cécile Rode-Ravanel (6 de enero de 1981) es una deportista francesa que compitió en ciclismo de montaña en la disciplina de campo a través. Ganó una medalla de bronce en el Campeonato Mundial de Ciclismo de Montaña de 2009 y una medalla de plata en el Campeonato Europeo de Ciclismo de Montaña de 2007. Está casada con el también ciclista de montaña Cédric Ravanel.

## Palmarés internacional
| Campeonato Mundial | Campeonato Mundial   | Campeonato Mundial | Campeonato Mundial         |
| Año                | Lugar                | Medalla            | Competición                |
| ------------------ | -------------------- | ------------------ | -------------------------- |
| 2009               | Camberra (Australia) | Medalla de bronce  | Campo a través por relevos |
| Campeonato Europeo |                      |                    |                            |
| Año                | Lugar                | Medalla            | Competición                |
| 2007               | Capadocia (Turquía)  | Medalla de plata   | Campo a través por relevos |